# Gmina Väike-Maarja
Gmina Väike-Maarja (est. Väike-Maarja vald) – gmina wiejska w Estonii, w prowincji Virumaa Zachodnia.
Skład gminy:
- Alevik: Väike-Maarja - Kiltsi - Simuna.
- Wieś: Aavere - Aburi - Avanduse - Avispea - Ebavere - Eipri - Hirla - Imukvere - Koonu - Kurtna - Kännuküla - Kärsa - Käru - Liivaküla - Määri - Müüriku - Nadalama - Nõmme - Orguse - Pandivere - Pikevere - Pudivere - Raeküla - Raigu - Rastla - Triigi - Sandimetsa -Uuemõisa - Vao - Varangu - Vorsti - Võivere - Äntu - Ärina.